# Andrew Adonis
Pour les articles homonymes, voir Adonis.
Andrew Adonis, baron Adonis, (né Andreas Adonis ; 22 février 1963) est un journaliste et homme politique du Parti travailliste britannique qui est ministre dans le gouvernement pendant cinq ans au ministère Blair et au ministère Brown. Il est Secrétaire d'État aux Transports de 2009 à 2010 et président de la Commission nationale des infrastructures de 2015 à 2017. Il est également président du Mouvement européen, après avoir été vice-président de 2019 à 2021. Il est ensuite chroniqueur pour The New European.
Adonis commence sa carrière en tant qu'universitaire à l'Université d'Oxford, avant de devenir journaliste au Financial Times et plus tard à The Observer. Il est nommé par le Premier ministre Tony Blair pour être conseiller à l'Unité de politique numéro 10, spécialisée dans la politique constitutionnelle et éducative, en 1998. Il est ensuite promu chef de l'unité politique de 2001 jusqu'à sa création en tant que pair à vie en 2005, date à laquelle il est nommé ministre d'État à l'Éducation.
Adonis a travaillé pour un certain nombre de groupes de réflexion, est membre du conseil d'administration de Policy network et est l'auteur ou co-auteur de plusieurs ouvrages, dont plusieurs études sur le système de classe britannique, la montée et la chute de la Poll tax et la Chambre des lords. Il a également co-édité une collection d'essais sur Roy Jenkins. Comme Jenkins, Adonis parle avec rhotacisme. Son dernier livre, Ernest Bevin: Labour's Churchill, est une biographie du politicien travailliste Ernest Bevin que, aux côtés de Tony Blair, Adonis considère comme une source d'inspiration pour le parti travailliste moderne.
Adonis est un fervent partisan et défenseur de l'Union européenne et un opposant virulent au Brexit. À la suite du référendum de 2016 sur l'adhésion du Royaume-Uni à l'Union européenne, il est ensuite l'un des principaux militants d'un deuxième référendum sur le départ du Royaume-Uni de l'UE.

## Famille et éducation
Le père d'Adonis, Nikos, émigre de Chypre à l'adolescence, devenant serveur à Londres, où il rencontre la mère anglaise d'Adonis. Sa mère quitte la famille quand il a trois ans et elle n'a plus eu de communication avec lui depuis. Peu de temps après, Adonis et sa sœur sont placés sous garde, car leur père travaille de longues heures et n'est pas en mesure d'assumer les seules responsabilités parentales. Adonis vit dans un foyer pour enfants du conseil jusqu'à l'âge de 11 ans, date à laquelle il reçoit une bourse de l'autorité éducative locale pour fréquenter la Kingham Hill School, un pensionnat de l'Oxfordshire.
Adonis étudie au Keble College, Oxford, où il obtient un baccalauréat ès arts de première classe en histoire moderne en 1984. Il poursuit ses études à Oxford en obtenant un doctorat avec une thèse intitulée, Le rôle politique de la pairie britannique dans le système du Third Reform Act, ch. 1885–1914 à Christ Church, avant d'être élu fellow en histoire et politique au Nuffield College.
De 1991 à 1996, il est correspondant de l'éducation et de l'industrie au Financial Times, avant de devenir leur rédacteur des politiques publiques. En 1996, il rejoint The Observer pour travailler comme chroniqueur politique, écrivain et rédacteur en chef.

## Début de carrière politique
De 1987 à 1991, Adonis est conseiller municipal d'Oxford pour le Parti social-démocrate et plus tard les libéraux-démocrates, représentant le quartier nord. En 1994, il est choisi par les libéraux démocrates comme candidat potentiel pour la circonscription de Westbury, mais il démissionne après 18 mois. L'année suivante, il rejoint le Parti travailliste.
Du milieu à la fin des années 1990, il milite pour le parti travailliste à Islington North, la circonscription représentée par Jeremy Corbyn, et est sélectionné comme candidat travailliste pour se présenter à St George's Ward pour le Islington London Borough Council en 1998. Il se retire du processus avant les élections, cependant, après s'être vu offrir un poste au sein de l'Unité des politiques numéro 10 comme conseiller en politique constitutionnelle et éducative en 1997. Il reste à ce poste jusqu'en 2001, date à laquelle il est promu chef de l'unité politique.
Le 16 mai 2005, il est créé pair à vie comme baron Adonis, de Camden Town dans le borough londonien de Camden, lui permettant de devenir ministre du gouvernement, en étant membre de la Chambre des lords.

## Gouvernement
Lord Adonis devient sous-secrétaire d'État parlementaire à l'éducation au ministère de l'Éducation et des Compétences, qui est ensuite rebaptisé ministère de l'Enfance, des Écoles et de la Famille. Il est étroitement impliqué dans le London Challenge.
Ayant été l'architecte de la politique des académies au sein de l'Unité politique, Adonis est également en mesure d'être la force motrice du gouvernement derrière le programme, qui remplace les écoles polyvalentes défaillantes et sous-performantes par des académies toutes -à but lucratif. Au moment où il quitte le Département en octobre 2008, 133 académies sont ouvertes et 300 autres sont en préparation. Les recherches suggèrent que les performances de ces premières académies « parrainées » ont augmenté plus rapidement que dans des écoles similaires du secteur ordinaire.
Andrew Adonis encourage également les écoles publiques à adopter des pratiques du secteur privé et croit généralement qu'il faut donner aux écoles individuelles plus d'indépendance et d'autonomie par rapport au gouvernement central et aux autorités éducatives locales, bien qu'il ait voté contre le fait que les écoles ait une autorité plus indépendante dans les chambres du parlement en 2006. Sa critique de la sous-performance des écoles le rend impopulaire auprès de certains syndicalistes et de la gauche du Parti travailliste. En 2006, Adonis soutient la conversion de certaines écoles indépendantes soumises à des contraintes financières en académies d'État, présentées à l'époque comme un nouveau style d'écoles de grammaire à subventions directes, bien que non sélectives. Adonis est également populaire auprès de certaines personnalités de l'opposition, en particulier le porte-parole conservateur à l'éducation Michael Gove, qui déclare un jour : « Nous sommes sur la même longueur d'onde qu'Andrew Adonis ».
En tant que responsable de la politique de Tony Blair, Andrew Adonis est considéré comme l'architecte des frais de scolarité en 2004 - une politique qu'il a critiquée et désavouée 13 ans plus tard.
Ayant initialement conservé son poste lorsque Gordon Brown devient Premier ministre, Adonis est transféré au ministère des Transports le 3 octobre 2008, pour devenir ministre d'État. En mai 2009, alors qu'il passe en revue les «super autoroutes» potentielles du cycle avec Kulveer Ranger et le maire de Londres Boris Johnson, le groupe s'échappe de justesse quand la porte arrière d'un camion "s'est soudainement ouverte, a traîné une voiture garée dans la rue et s'est écrasée dans un autre - à quelques pas du groupe ". Le 5 juin 2009, Adonis est promu au Cabinet au poste de secrétaire d'État aux Transports et est admis au Conseil privé. Dans ce poste, il est le pionnier du plan pour High Speed 2, la ligne de chemin de fer à grande vitesse proposée entre Londres et Birmingham et le nord de l'Angleterre. Le plan est publié peu de temps avant les élections de 2010 et a depuis été adopté et mis en œuvre, en grande partie inchangé, par les gouvernements ultérieurs. En juillet 2015, Adonis est nommé administrateur non exécutif de HS2 Board Ltd.
Andrew Adonis planifie et annonce l'électrification de la Great Western Main Line de Londres Paddington à Bristol, Cardiff et Swansea, et l'électrification de lignes dans le nord-ouest de l'Angleterre de Manchester à Liverpool et de Manchester à Preston. Ce programme d'électrification, à l'exception de la section Cardiff-Swansea du Great Western, est repris par le gouvernement de coalition.
Adonis est une figure clé au lendemain des élections générales de 2010, qui donnent un Parlement minoritaire. Il est réputé pour favoriser un accord Lib-Lab et, compte tenu de ses antécédents du SDP, est un membre de l'équipe de négociation du Labour qui tente de former une administration avec les démocrates libéraux. Après que les démocrates libéraux aient formé un gouvernement de coalition avec le Parti conservateur, Adonis se retire de la politique de première ligne.
Adonis revient à la politique active en 2012, dans le cadre du remaniement du cabinet fantôme d'Ed Miliband. Il travaille avec l'ancien secrétaire aux affaires de l'ombre Chuka Umunna sur l'élaboration de la stratégie industrielle du Labour, et devient ministre de l'ombre pour les infrastructures à la Chambre des lords et supervise la revue Armitt en examinant les futurs plans d'infrastructure pour le Parti travailliste.

## Carrière ultérieure
En juillet 2010, Adonis devient le directeur de l'Institute for Government, un organisme de bienfaisance indépendant avec le soutien de plusieurs partis et Whitehall qui travaille à améliorer l'efficacité du gouvernement. Adonis quitte l'Institut pour le gouvernement en janvier 2012 pour devenir président du Progress, une organisation interne du Parti travailliste . Ayant été nommé président de l'Association des académies indépendantes, en 2012, Adonis est admis en tant que Liveryman Honoris Causa de la Worshipful Company of Haberdashers, l'un des principaux promoteurs caritatifs des académies.
Lord Adonis est un administrateur de Teach First, l'organisme de bienfaisance qui recrute des diplômés pour enseigner dans les écoles publiques, ainsi qu'un administrateur de l'organisation caritative de formation professionnelle Edge et un gouverneur du Baker-Dearing Trust, qui soutient la création de collèges techniques universitaires, écoles techniques pour les 14 à 18 ans. Il est administrateur de RM Plc depuis octobre 2011. Son livre sur la réforme de l'éducation - Education, Education, Education - est publié par Biteback en septembre 2012 . En novembre 2014, il est nommé professeur invité au King's College de Londres.
Adonis envisage de se présenter comme candidat du Labour à la mairie de Londres en 2016, mais met fin à sa campagne putative en février 2015, soutenant Tessa Jowell.
En octobre 2015, il quitte le groupe travailliste à la Chambre des lords pour siéger en tant que pair non affilié et diriger une Commission nationale des infrastructures (NIC) nouvellement créée. Cependant, il démissionne du NIC en décembre 2017 en raison de l'approche du gouvernement face au Brexit, affirmant que le Royaume-Uni "se précipitait vers la sortie de secours de l'UE sans plan crédible pour l'avenir du commerce britannique et de la coopération européenne". Adonis déclare qu'il prévoyait de s'opposer "sans relâche" au projet de loi du gouvernement sur l'Union européenne (retrait) à la Chambre des lords. Dans sa lettre de démission, il écrit que, outre le Brexit, la récente décision de mettre fin à la franchise ferroviaire InterCity East Coast trois ans plus tôt, pour un coût de centaines de millions de livres, l'aurait également contraint à démissionner. Le 15 avril 2018, Adonis assiste à l'événement de lancement du vote du peuple, un groupe de campagne appelant à un vote public sur l'accord final sur le Brexit entre le Royaume-Uni et l'Union européenne.
En 2018, Adonis devient également chroniqueur hebdomadaire pour The New European, un journal nouvellement créé qui fait campagne contre le Brexit et soutient la campagne de vote populaire.
Lors de l'élection du Parlement européen de 2019, Adonis est deuxième sur la liste du parti travailliste pour le sud-ouest de l'Angleterre mais n'est pas élu. La part des voix des travaillistes est de 6,5% (une baisse de 7,3% par rapport au résultat de 2014) et le parti perd son seul député européen de la région.
Adonis participe à la réunion Bilderberg du 30 mai au 2 juin 2019 à Montreux, en Suisse.

## Vie privée
Adonis était autrefois marié à Kathryn Davies, qui était une de ses étudiantes et le couple a deux enfants. Adonis et Davies divorcent en 2015. Dans un portrait du Evening Standard en 2019, le journaliste Julian Glover rapporte qu'Adonis est gay.

## Sélection de publications

### Livres
- Andrew Adonis (Editor), Keith Thomas (Editor), Roy Jenkins: A Retrospective, 2004
- Andrew Adonis, Stephen Pollard, A Class Act: Myth of Britain's Classless Society, 1997
- David Butler, Andrew Adonis & Tony Travers, Failure in British government : the politics of the poll tax, 1994
- Andrew Adonis, Making Aristocracy Work: The Peerage and the Political System in Britain, 1993
- Andrew Adonis (Editor), Andrew Tyrie (Editor), Subsidiarity: no panacea, 1989
- Andrew Adonis (Editor), Tim Hames (Editor), The Thatcher-Reagan Decade in Perspective, 1994
- Andrew Adonis, Education Education Education: Reforming England's Schools, 2012
- Andrew Adonis, 5 Days in May: The Coalition and Beyond, Biteback Publishing, 2013 (ISBN 978-1849545662, lire en ligne)
- Will Hutton, Andrew Adonis, Saving Britain: How We Must Change To Prosper In Europe, Abacus: Little, Brown Book Group, London, 2018 (ISBN 978-1408711224)
- Andrew Adonis (editor), Half In Half Out: Prime Ministers on Europe, Biteback Publishing, 2018 (ISBN 978-1785904349)
- Andrew Adonis, Ernest Bevin: Labour's Churchill, Biteback Publishing, 2020 (ISBN 978-1785905988)

### Articles
- Ben Pimlott The Queen: A Biography of Elizabeth II - critique de livre, 1996, Andrew Adonis
- Nos progressistes ne semblent que morts (perspectives de renaissance du progressisme au Royaume-Uni), 1996, Andrew Adonis
- Christopher Booker et Richard North Le château des mensonges: pourquoi la Grande-Bretagne doit sortir de l'Europe - critique de livre, 1996, Andrew Adonis
- Anthony Barnett This Time: Our Constitutional Revolution - critique de livre, 1996, Andrew Adonis
- Shirley Williams Grimper les étagères: l'autobiographie - critique de livre, 2009, Andrew Adonis
- Roy Hattersley David Lloyd George: The Great Outsider - critique de livre, 2010, Andrew Adonis
- David Laws 22 Days in May: The Birth of the Lib Dem-Conservative Coalition - critique de livre, 2010, Andrew Adonis
- Chris Bowers Nick Clegg: the biography - critique de livre, 2011, Andrew Adonis